# 伯帖木儿 (钦察人)
伯帖木儿（?—?），元朝将领。钦察人。
伯帖木儿初任宿卫哈剌赤、佥左卫亲军都指挥使司事。入备宿卫，以忠谨闻名。元世祖至元二十四年（1287年），随御史大夫玉昔帖木儿征讨乃颜，在合泐合河（今哈拉哈河）、海拉尔河击败乃颜。至元二十五年（1288年），超授显武将军。冬，哈丹叛元，伯帖木儿随皇孙铁穆耳征讨。至贵列兒河（今归流河）、洮儿河获胜。至元二十六年（1289年）五月，海都攻打和林路，伯帖木儿在怯吕连河大胜海都，擒其党伯颜。元朝设立东路蒙古军上万户府，统管钦察、乃蛮、捏古思、那亦勤等四千余户。升伯帖木儿为怀远大将军、上万户，佩三珠虎符。至元二十七年（1290年），哈丹进入高丽王朝，伯帖木兒奉命跟随彻里帖木兒进讨。至元二十八年（1291年）正月，至鸭绿江，战斗失利。元世祖命麻歹、薛彻干等出征，命伯帖木兒为先锋，击败哈丹。至元二十九年（1292年），击败叛王捏怯烈。延祐年间，伯帖木儿历任辽阳行省平章政事、左丞相。伯帖木儿去世，追封文安王，谥号忠宪。

## 延伸阅读
[在维基数据编辑]
 《元史·卷131》，出自宋濂《元史》